# Kommunistisk Arbejderparti
Kommunistisk Arbejderparti (KAP) var ett danskt maoistparti, bildat den 21 november 1976 och upplöst den 24 november 1994.
KAP deltog i folketingsvalen 1979 och 1981 utan att uppnå representation. 
Partiledare från 1976 till 1984 var historikern Benito Scocozza. 
En annan ledande partimedlem var Peter Kvist Jørgensen, son till förre statsministern Anker Jørgensen och senare förbundssekreterare för fackföreningen FOA.